# Galsjön, Dalarna
Galsjön är en sjö i Älvdalens kommun i Dalarna och ingår i Dalälvens huvudavrinningsområde. Sjön har en area på 0,808 kvadratkilometer och ligger 472 meter över havet.

## Delavrinningsområde
Galsjön ingår i det delavrinningsområde (683948-135818) som SMHI kallar för Mynnar i Grindsjön. Medelhöjden är 505 meter över havet och ytan är 12,05 kvadratkilometer. Det finns inga avrinningsområden uppströms utan avrinningsområdet är högsta punkten. Vattendraget som avvattnar avrinningsområdet har biflödesordning 6, vilket innebär att vattnet flödar genom totalt 6 vattendrag innan det når havet efter 514 kilometer. Avrinningsområdet består mestadels av skog (70 procent) och sankmarker (18 procent). Avrinningsområdet har 0,81 kvadratkilometer vattenytor vilket ger det en sjöprocent på 6,7 procent.